# Lester Matthews
Pour les articles homonymes, voir Matthews.
Lester Matthews est un acteur britannique, né le 6 juin 1900 à Nottingham (Nottinghamshire), mort le 6 juin 1975 à Los Angeles (États-Unis), le jour de ses 75 ans.

## Biographie
Lester Matthews a d'abord tourné au Royaume-Uni, puis aux États-Unis à partir de 1935.

## Filmographie

### Cinéma
- 1931 : The Wickham Mystery de G.B. Samuelson : Charles Wickham
- 1931 : The Lame Duck de Bernard Mainwaring : Captain Dallas
- 1931 : Creeping Shadows de John Orton : Brian Nash
- 1931 : The Man at Six de Harry Hughes : Campbell Edwards
- 1931 : The Old Man de H. Manning Haynes : Keith Keller
- 1932 : Carmen (en) de Cecil Lewis : Zuniga
- 1932 : The Indiscretions of Eve de Cecil Lewis : Ralph
- 1932 : La Caravane perdue (Fires of Fate) de Norman Walker
- 1932 : Her Night Out de William C. McGann : Gerald Vickery
- 1933 : The Song You Gave Me de Paul L. Stein : Max Winter
- 1933 : She Was Only a Village Maiden d'Arthur Maude : Frampton
- 1933 : Called Back de Reginald Denham et Jack Harris : Gilbert Vaughan
- 1933 : Facing the Music de Harry Hughes : Becker
- 1933 : The Melody-Maker de Leslie S. Hiscott : Tony Borrodaile
- 1933 : The Stolen Necklace de Leslie S. Hiscott : Clive Wingate
- 1933 : House of Dreams
- 1933 : Out of the Past de Leslie S. Hiscott : Captain Leslie Farebrother
- 1933 : On Secret Service (en) d'Arthur B. Woods : Coloneilo Romanelli
- 1933 : The Poisoned Diamond de W.P. Kellino : John Reader
- 1934 : Blossom Time : Schwindt
- 1934 : Boomerang : David Kennedy
- 1934 : Song at Eventide : Lord Belsize
- 1934 : Borrowed Clothes : Sir Harry Torrent
- 1934 : Irish Hearts : Dermot Fitzgerald
- 1935 : Le Monstre de Londres (Werewolf of London) de Stuart Walker : Capitaine Paul Ames
- 1935 : Le Corbeau (The Raven) de Lew Landers : Dr Jerry Halden (Credits) / Dr Jerry Holden
- 1935 : Professional Soldier : Prince Edric
- 1936 : Héros d'un soir (Song and Dance Man) d'Allan Dwan : C. B. Nelson
- 1936 : Enfants abandonnés (Too Many Parents) de Robert F. McGowan : Mark Stewart
- 1936 : Thank You, Jeeves! : Elliot Manville
- 1936 : Tugboat Princess : 1st Mate Bob
- 1936 : Fifteen Maiden Lane : Gilbert Lockhart
- 1936 : Le Pacte (Lloyd's of London), de Henry King : Capitaine Hardy
- 1936 : Sous le masque (Crack-Up) : Sidney Grant
- 1937 : Le Prince et le Pauvre (The Prince and the Pauper) : St. John
- 1937 : Amour d'espionne (Lancer Spy) : Capt. Neville
- 1938 : Miss catastrophe (There's Always a Woman) : Walter Fraser
- 1938 : Les Aventures de Robin des Bois (The Adventures of Robin Hood) : Sir Ivor
- 1938 : Think It Over : Ring Leader
- 1938 : Nanette a trois amours (Three Loves Has Nancy) : Dr Alonzo Z. Stewart
- 1938 : Time Out for Murder : Uncle Phillip Gregory
- 1938 : Le Roi des gueux (If I Were King) : General Saliere
- 1938 : M. Moto dans les bas-fonds (Mysterious Mr. Moto) : Sir Charles Murchison
- 1938 : I Am a Criminal : District Attorney George Lane
- 1939 : Les trois louf'quetaires (en) (The Three Musketeers) : Duke of Buckingham
- 1939 : Should a Girl Marry? : Dr White
- 1939 : Susannah (Susannah of the Mounties) : Harlan Chambers
- 1939 : Conspiracy de Lew Landers : Garr
- 1939 : Les Maîtres de la mer (Rulers of the Sea) de Frank Lloyd : Lt. Roberts
- 1939 : Tout se passe la nuit (Everything Happens at Night)
- 1940 : British Intelligence Service (British Intelligence) : Henry Thompson
- 1940 : Le Grand Passage (Northwest Passage), de King Vidor : Sam Livermore
- 1940 : Gaucho Serenade (en) de Frank McDonald : Frederick Willoughby
- 1940 : The Biscuit Eater de Stuart Heisler : Mr. Ames
- 1940 : Women in War : Sir Humphrey, prosecuting attorney
- 1940 : L'Aigle des mers (The Sea Hawk) : Lieutenant
- 1940 : Sing, Dance, Plenty Hot : Scott
- 1941 : The Lone Wolf Keeps a Date : Lee
- 1941 : Scotland Yard (en) : Dr Gilbert
- 1941 : Chasse à l'homme (Man Hunt) : Major
- 1941 : Life Begins for Andy Hardy : Mr. Eric J. Maddox
- 1941 : Un Yankee dans la RAF (A Yank in the R.A.F.) : Group Captain
- 1942 : Le Chevalier de la vengeance (Son of Fury: The Story of Benjamin Blake) : Prosecutor
- 1942 : Born to Sing d'Edward Ludwig : Arthur Cartwright
- 1942 : Sunday Punch : Smith, Judy's Date
- 1942 : The Pied Piper : Mr. Cavanaugh
- 1942 : Griffes jaunes (Across the Pacific) : Canadian major
- 1942 : Manila Calling (en) d'Herbert I. Leeds : Wayne Ralston
- 1942 : Sabotage à Berlin (Desperate Journey) de Raoul Walsh : Wing Commander
- 1942 : Une femme cherche son destin (Now, Voyager) : Captain
- 1943 : London Blackout Murders : Oliver Madison
- 1943 : The Mysterious Doctor : Dr Frederick Holmes
- 1943 : Tonight We Raid Calais : Maj. West
- 1943 : Two Tickets to London : Treathcote
- 1943 : Appointment in Berlin (en) d'Alfred E. Green : Air Marshal
- 1943 : Corvette K-225 : British Captain
- 1943 : Du sang sur la neige (Northern Pursuit) de Raoul Walsh : Colonel
- 1944 : Crime au pensionnat (Nine Girls) de Leigh Jason : Horace Canfield
- 1944 : Four Jills in a Jeep de William A. Seiter : Capt. Lloyd
- 1944 : L'Odyssée du docteur Wassell (The Story of Dr Wassell) : Dr Ralph Wayne
- 1944 : Between Two Worlds : Steamship Dispatcher
- 1944 : The Invisible Man's Revenge : Sir Jasper Herrick
- 1944 : Shadows in the Night (en) : Stanley Carter
- 1944 : Espions sur la Tamise (Ministry of Fear) : Dr Norton
- 1945 : Jungle Queen : Commissioner Braham Chatterton
- 1945 : I Love a Mystery : Justin Reeves
- 1945 : Aventures en Birmanie (Objective, Burma!) de Raoul Walsh : British Maj. Fitzpatrick
- 1945 : Two O'Clock Courage : Mark Evans
- 1945 : Son of Lassie : Major
- 1945 : Sa dernière course (Salty O'Rourke) : Salesman
- 1945 : The Beautiful Cheat : Farley
- 1947 : Addio Mimí! : Fouquet
- 1947 : Monsieur Verdoux : Prosecutor
- 1947 : Bulldog Drummond at Bay
- 1947 : Mon chien et moi (Banjo) : Gerald Warren
- 1947 : Dark Delusion (en) : Wyndham Grace
- 1947 : L'Exilé (The Exile) : Robbins
- 1947 : Le Procès Paradine (The Paradine Case) : Insp. Ambrose
- 1947 : Monsieur Verdoux de Charlie Chaplin : l'avocat général
- 1948 : Fighting Father Dunne : Archbishop Glennon
- 1949 : La Grève des dockers (I Married a Communist) : Dr Dixon
- 1949 : N'oubliez pas la formule (Free for All) : Mr. Aberson
- 1950 : Montana : George Forsythe
- 1950 : Tyrant of the Sea : Adm. Lord Horatio Nelson
- 1950 : La Revanche des gueux (Rogues of Sherwood Forest) : Alan-A-Dale
- 1951 : Les Nouveaux Exploits de Robin des Bois (Tales of Robin Hood) de James Tinling : Sir Hugh Fitzwalter
- 1951 : Les Maudits du château-fort (Lorna Doone) : roi Charles II
- 1951 : The Lady and the Bandit : Ridgely, Joyce's Interrogator
- 1951 : Corky of Gasoline Alley : Ellis
- 1951 : Le Renard du désert (The Desert Fox: The Story of Rommel) : British officer
- 1951 : La Flibustière des Antilles (Anne of the Indies) : Wherryman
- 1951 : The Son of Dr. Jekyll : Sir John Utterson
- 1952 : L'Affaire Cicéron (5 Fingers) : Undersecretary
- 1952 : Jungle Jim in the Forbidden Land : Comm. Kingston
- 1952 : Le Proscrit (The Brigand) : Dr Lopez
- 1952 : Lady in the Iron Mask : Prime Minister
- 1952 : Les Misérables de Lewis Milestone : Mentou, Sr
- 1952 : Captain Pirate (en) de Ralph Murphy : Col. Ramsey
- 1952 : Operation Secret (it) de Lewis Seiler : Robbins
- 1952 : Stars and Stripes Forever : Mr. Pickering
- 1952 : À l'abordage (Against all flags) de George Sherman : Sir Cloudsley
- 1953 : Niagara : Doctor
- 1953 : Savage Mutiny : Major Walsh
- 1953 : On se bat aux Indes (Rogue's March) : Brigadier General
- 1953 : Un homme pas comme les autres (Trouble Along the Way), de Michael Curtiz : Cardinal O'Shea
- 1953 : Courrier pour la Jamaïque (Jamaica Run) : Judge
- 1953 : Fort Ti : Lord Jeffrey Amherst
- 1953 : La Reine vierge (Young Bess) : Sir William Paget
- 1953 : Sangaree : Gen. Victor Darby
- 1953 : L'Étrange Mr. Slade (Man in the Attic) : Chief Insp. Melville
- 1953 : Éternels Ennemis (Bad for Each Other) : Dr Homer Gleeson
- 1954 : La Charge des lanciers (Charge of the lancers) : Gen. Stanhope
- 1954 : Jungle Man-Eaters : Comm. Kingston
- 1954 : Richard Cœur de Lion (King Richard and the Crusaders) : Archbishop of Tyre / Narrator
- 1954 : Désirée : Caulaincourt
- 1955 : Dix hommes à abattre (Ten Wanted Men) : Adam Stewart
- 1955 : Horizons lointains (The Far Horizons) : Mr. Hancock
- 1955 : Mes sept petits chenapans (The Seven Little Foys) : Fr. O'Casey
- 1955 : Les Contrebandiers de Moonfleet (Moonfleet) : Major Hennishaw
- 1956 : La Femme du hasard (Flame of the Islands) : Gus
- 1956 : Slander : Frank Grover
- 1957 : Le Carnaval des dieux (Something of Value) : Game Warden
- 1959 : Quand la terre brûle (The Miracle) : Capt. John Boulting
- 1960 : Walk Like a Dragon : Peter Mott
- 1961 : Le Temps du châtiment (The Young Savages) : Dr Androtti
- 1961 : Par l'amour possédé (By Love Possessed) : Man at Club
- 1963 : Pas de lauriers pour les tueurs (The Prize) : BBC News correspondent
- 1964 : Papa play-boy (A Global Affair) : British Delegate
- 1964 : Mary Poppins : Mr. Tomes
- 1966 : Le Hold-up du siècle (Assault on a Queen) de Jack Donohue : Docteur
- 1968 : Star! : Lord Chamberlain
- 1969 : Savage Intruder : Ira Jaffee
- 1974 : Baby Needs a New Pair of Shoes : Mr. McDonald

### Télévision
- 1956 : The Adventures of Dr. Fu Manchu (en) (série télévisée) : Sir Dennis Nayland Smith
- 1967 : The Scorpio Letters : Mr. Harris